# Liste der Bodendenkmale in Eisendorf
In der Liste der Bodendenkmale in Eisendorf sind die Bodendenkmale der Gemeinde Eisendorf nach dem Stand der Bodendenkmalliste des Archäologischen Landesamts Schleswig-Holstein von 2016 aufgelistet.
| Denkmal-ID           | Befundart               | Bezeichnung | Zeitstellung                 | Lage | Bemerkungen | Bild |
| -------------------- | ----------------------- | ----------- | ---------------------------- | ---- | ----------- | ---- |
| aKD-ALSH-Nr. 003 074 | Grabmal > Grabhügel     | Grabhügel   | Vor- und/oder Frühgeschichte |      |             |      |
| aKD-ALSH-Nr. 003 075 | Grabmal > Großsteingrab | Steinkammer | Neolithikum                  |      |             |      |